# Parafia św. Michała Archanioła w Kotulinie
Parafia św. Michała Archanioła w Kotulinie – parafia rzymskokatolicka należąca do diecezji opolskiej (dekanat Ujazd).

## Historia parafii
Parafia powstała prawdopodobnie w roku 1285, kiedy to przeniesiono do Kotulina Wielkiego z bliżej nie określonej miejscowości kościół pw. św Michała Archanioła. 

## Kościoły i kaplice na terenie parafii
- Kościół św. Michała Archanioła w Kotulinie - kościół parafialny
- Kaplica św.Krzysztofa w Balcarzowicach

## Zasięg parafii
Do parafii należą wierni z miejscowości: Kotulin, Balcarzowice - 4 km, Kotulin-Skały - 3 km, Kotulin-Nakło - 2 km, Laura - 2 km, Proboszczowice - 4 km i Szklarnia - 2 km.

## Proboszczowie
- ks. Aleksy (Aleksius von Chotulin) (około 1285)
- ks. Bartłomiej (około 1410)
- ks. Jan Brysz (około 1695)
- ks. Andreas Tischbierek (?–1768)
- ks. Leopols Billik (1769–1772)
- ks. Caspar Fanula (1772–1773)
- ks. Georg Fiolka (1774–1785)
- ks. Carl Gotsche (1785–1795)
- ks. Ignatz Gitzler (1795–1840)
- ks. Dementius Josch (1841–1868)
- ks. Rudolf Anderka (1868–1892)
- ks. Jan Pawlitzki (1892–1916)
- ks. Józef Piecha (1917–1918)
- ks. Jerzy Włodarczyk (1918–1922)
- ks. Tomasz Labusch (1922–1930)
- ks. Pigulla Fedor (1930–1937)
- ks. Karol Bank (1938–1957)
- ks. Andrzej Rożak (1957–1977)
- ks. Reinhold Buczek (1977–2010)
- ks. Lucjan Gembczyk (od 2010)